# Fair Island
Fair Island – niezamieszkana wyspa w archipelagu Wysp Belchera, w regionie Qikiqtaaluk, na terytorium Nunavut, w Kanadzie. Sąsiaduje m.in. z wyspami: Mavor Island, Johnnys Island, La Duke Island, Mata Island i Karlay Island.